# Milczenie
Milczenie è un film del 1963 diretto da Kazimierz Kutz.